# Lo studente (racconto)

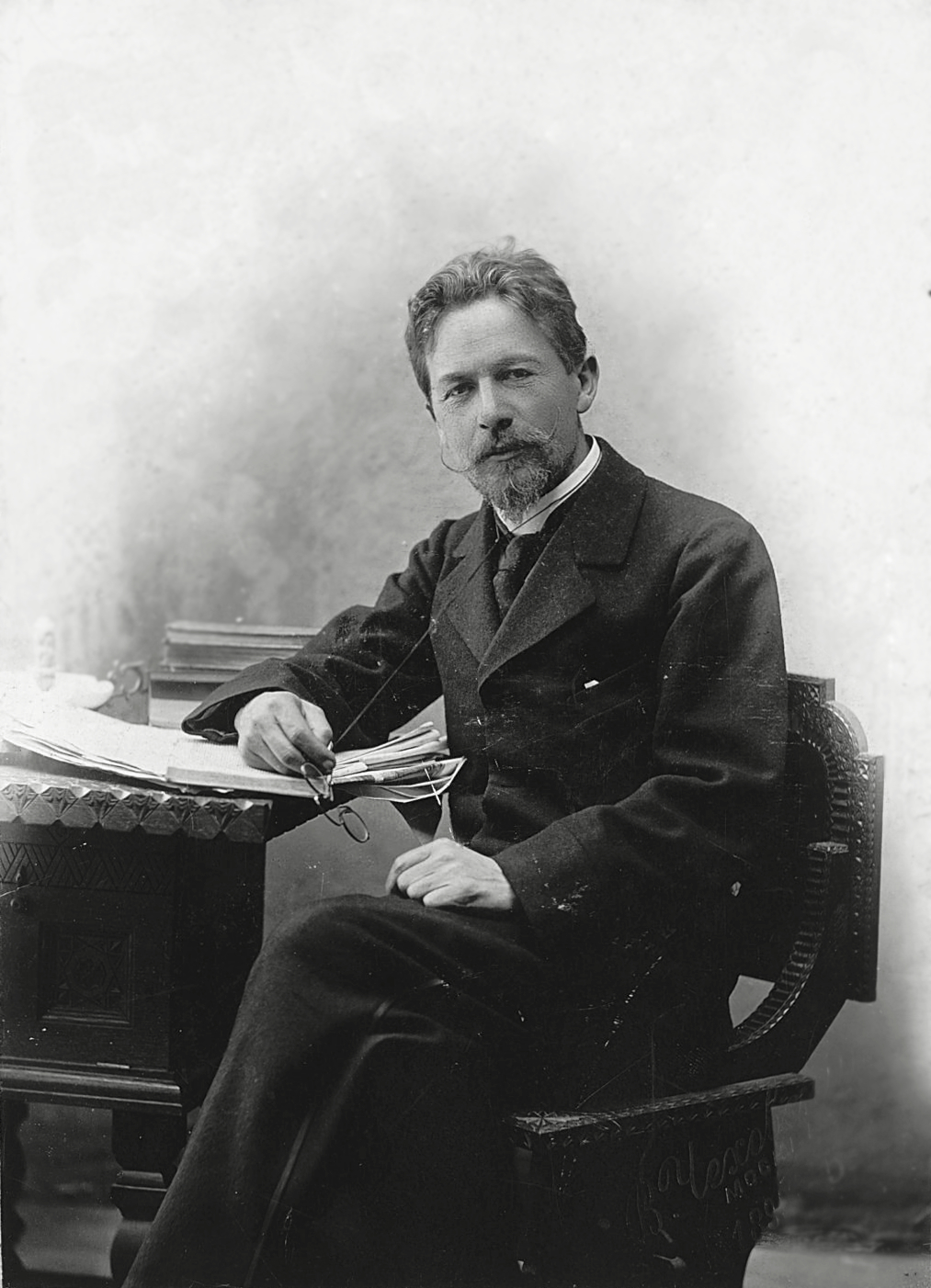
Anton Čechov (ritratto del 1889)

Lo studente (in russo Студент?, Student) è un racconto di Anton Čechov pubblicato per la prima volta nel 1894.

## Trama
Una gelida e ventosa sera di un venerdì santo, Ivan Velikopol’skij, studente dell'Accademia ecclesiastica e figlio di un diacono, ritorna a casa dalla caccia. 
(«Lo studente», Anton Čechov, Racconti, Milano: Garzanti, ISBN 88-11-51966-7)
Ivan si ferma davanti all'abitazione di due vedove, la madre Vasilisa e la figlia Luker’â; mentre si scalda al fuoco il giovane ricorda alle due donne gli eventi che si svolsero il venerdì santo di diciannove secoli prima, quando Pietro rinnegò per tre volte Gesù. Durante il racconto, le due donne si commuovono e Vasilisa ad un tratto si mette a singhiozzare. Più tardi, mentre si incammina verso casa, «lo studente pensava a Vasilisa: se si era messa a piangere, voleva dire che quello che era accaduto a Pietro in quell'orribile notte aveva qualche rapporto con lei». Ivan si convince che il passato è legato al presente da una catena ininterrotta di avvenimenti che scaturiscono l'uno dall'altro, «e la vita gli sembrò meravigliosa, magnifica e piena di un alto significato».

## Genesi del racconto
Lo studente fu pubblicato per la prima volta sul quotidiano moscovita Russkie vedomosti col titolo "La sera", a firma "Anton Čechov" nell'aprile 1894; il titolo fu cambiato in quello definitivo nell'edizione in volume dell'editore Marks. Non è ancora noto dove e quando Lo studente sia stato scritto. Probabilmente è stato creato a Jalta nel marzo 1894. Nelle lettere scritte da Čechov in Crimea in quel periodo non vi è menzione di un racconto intitolato "Sera" o "Lo studente". tuttavia in una lettera all'amico Suvorin Čechov disse di essersi dedicato in Crimea a «uno scritto in prosa»; tale espressione potrebbe riferirsi a qualcosa di diverso da L'isola di Sachalin, il resoconto di viaggio scritto in Crimea nel 1894. Secondo la testimonianza di Bunin, Lo studente era il racconto preferito dallo stesso Čechov.

## Edizioni
- A. Čechov, «in russo Вечером?, Večerom» (La sera). in russo Русских ведомостях?, Russkie vedomosti numero 104 (15 aprile 1894), p. 2
- Anton Čechov, «(in russo Студент?, Student» (Lo studente). In: Rasskazy. Povesti 1892-1894 (Racconti 1892-1894), San Pietroburgo: AF Marx, 1894
- Anton Cecof, Il duello; Tre anni; La corista; Lo studente; Sul mare; traduzione di Leonardo Kociemski, Milano: Mondadori, 1931
- Anton Cechov, Lo studente (Tutte le novelle, X); traduzione di Alfredo Polledro, Biblioteca Universale Rizzoli 991-993, Milano: Rizzoli, 1956. Contiene anche: Volodia il grande e Volodia il piccolo; L'insegnante di letteratura; Nella casa di campagna; I vicini; Tre anni; Un assassinio; Ariadna
- Anton Pavlovič Čechov, Racconti; introduzione di Fausto Malcovati; traduzione di autori vari, Collezione I grandi libri Garzanti, due volumi, XI edizione, Milano: Garzanti, 2004, ISBN 88-11-37015-9
- Čechov, Racconti, Vol. II, 941-945: «Lo studente»; traduzione di Bruno Osimo, Milano: Mondadori, 1996, ISBN 9788804420224